# مهدي بستي
مهدي بستي هي قرية في مقاطعة نمين، إيران. عدد سكان هذه القرية هو 172 في سنة 2006.